# Кристин Димитрова
 Тази статия е за българската писателка и поетеса.  За българската певица вижте Кристина Димитрова.  
Кристин Костадинова Димитрова е българска писателка и поетеса.

## Биография
Кристин Димитрова е родена на 19 май 1963 г. в София. Завършва английска филология в СУ „Св. Климент Охридски“, където работи като старши асистент в катедра „Чужди езици“. През периода 2004 – 2006 г. е редактор в седмичната притурка за изкуство и култура на в. „Труд“ – „Арт Труд“. През 2007 – 2008 г. е колумнист на в. „Класа“, а между 2008 и 2012 г. – редовен участник в петъшното токшоу „Голямото жури“ на Дарик радио.
Член на Българския ПЕН клуб и на Сдружението на български писатели (но е сред подписалите Декларация през 2005 г. за готовността си да го напусне поради фактическото му несъществуване).
До смъртта му на 8 май 2019 г. е женена за проф. Владимир Трендафилов, с когото имат две деца.

## Творчество
Стихове, разкази и статии на Кристин Димитрова са публикувани в антологии и литературни издания в Австрия, Англия, Армения, Беларус, Белгия, Босна и Херцеговина, Германия, Израел, Ирландия, Исландия, Испания, Италия, Канада, Китай, Литва, Северна Македония, Мексико, Нова Зеландия, Полша, Румъния, Русия, САЩ, Словения, Словакия, Сърбия, Турция, Унгария, Франция, Холандия, Хърватия, Чехия и Швеция. Преведени са на 27 езика (персийски, гръцки, английски, руски, иврит, арабски, арменски, исландски, италиански, френски, каталонски, китайски, литовски, македонски литературен език, испански, полски, румънски, словенски, словашки, сръбски, турски, унгарски, холандски, чешки, хърватски, шведски).
Стихосбирката ѝ „Поправка на талисмани“ е сред събитията на 2001 г. според поета Иван Теофилов и критика Владимир Шумелов.
Участва в първата Олимпиада на поезията в Швеция, организирана от IOPP (International Organization of Performing Poets), като член на българския отбор, съставен още от Силвия Чолева, Кирил Кадийски и Георги Пашов.

### Поезия
- „Тринадесетото дете на Яков“ (стихосбирка). София: Свободно поетическо общество, 1992.
- „Образ под леда“ (стихосбирка). София: Свободно поетическо общество, 1997 (2 изд. 2002).
- „Затворени фигури“ (стихосбирка). София: Аб, 1998.
- „Лица с преплетени езици“ (стихосбирка). София: Литературен форум, 1998 (2 изд. 2002).
- „Поправка на талисмани“ (стихосбирка). София: ПАН, 2001, 56 с. [5][6]
- „Кристин Димитрова: Избрано“ (стихосбирка, триезично издание на български, гръцки и английски). София: Сорос център за изкуства", 2002.
- „Хората с фенерите“ (стихосбирка). Пловдив: Жанет-45, 2004, 80 с.
- „A Visit to the Clockmaker“ (стихосбирка). Превод Gregory O’Donoghue. Cork, Eire: Sowthword editions, 2005.
- „Сутринта на картоиграча“ (стихосбирка). Пловдив: Жанет-45, 2008, 76 с. [7]
Преведена на чешки: „Ráno hráče karet“. Превод на чешки Ondřej Zajac. Brno: Vetrne mlyny, 2013, ISBN 978-80-7443-071-8.
- „My Life in Squares“. UK, Smokestack Books, 2010.
- „Градината на очакванията и отсрещната врата“. София: Колибри, 2012, 80 с. [8]

### Белетристика
- „Любов и смърт под кривите круши“ (разкази). София: Обсидиан, 2004.
- „Сабазий“ (роман). София: INK, 2007, 230 с. [9]
Преведен на руски (от Олга Петревич), 2012 г., на румънски (от Paraschiva Boboc), 2013 г., на немски (от Gabi Tieman), 2014 г.
- „Тайният път на мастилото“ (разкази). София: Обсидиан, 2010, 272 с. [10][11][12][13]
Адаптирана е на македонски литературен език от Душко Кръстевски, 2013 г.
- „Пътуване през Европа“. Пътепис за Бърно, Щутгарт, Скопие и Русе, издаден на български, чешки, немски и македонски литературен език със заглавия „Пътуване през Европа“, „Kde nejste doma“, „Wo ihr nicht zu hause seid“ и „Околу Европа“, 2012. Участват още Петра Хулова, Чехия, Судабе Мухафез, Германия, Владимир Мартиновски, Македония.
- „Като пристигнеш, обади се“ (разкази). София: Обсидиан, 2017, 272 с. [14]

### Документалистика
- „Таро: вратите навътре“ (проза) София: ЛИК, 2002.
Преиздадена със заглавие „Магията на картите Таро“ от изд. „Ентусиаст“, 2010.
- „Ефирни песни и тайни служби“. София: Колибри, 2015, 358 с. ISBN 978-619-150-508-1

### Преводи
- Джон Дън, „Анаграмата“. София: Обсидиан, 1999.
- Луис Карол, „На лов за Снарк“. София: Колибри, 2013.

## Филмография
Автор е на сценариите:
- „Козелът“, по текстове на Йордан Радичков и в съавторство с режисьора Георги Дюлгеров (2006),
- „Етиен“, по идея на едноименния ѝ разказ, в съавторство с режисьорката Светла Цоцоркова (2007).

## Награди
Кристин Димитрова е носител на много награди:
- на в. „Труд“ за поезия (1996);
- награда за поезия на в. „Век 21“ (1997);
- „Златната метафора“ на изд. „Аб“ (1997);
- „Иван Николов“ на изд. Жанет-45 (1997);
- втора награда за отборно участие в Олимпиада за поетичен пърформанс, Стокхолм, организирана от IOPP (1998);
- трета награда за фантастичен разказ „Аргус“ (2001);
- награда за разказ в конкурса на в. „Труд“ „Златен ланец“ (2003);
- годишна награда на Сдружение на български писатели за поезия (2003);
- като преводач – наградата на Съюза на преводачите в България в раздел поезия за превода ѝ на Джон Дън (2004);
- отличие на Асоциация „Българска книга“ – „Рицар на книгата“ за „журналисти с най-голям принос при отразяване на издателския бизнес в България“ (2006);
- През 2006 г. печели анонимен национален конкурс на изд. „Инк“ за писане на роман като част от международната програма „Митовете“ на шотландското издателство Canongate. Резултатът е „Сабазий“;
- През 2006 г. сценарият „Козел“ е отличен на първо място на конкурса за нови игрални филми на Националната художествена комисия.
- „Христо Г. Данов“ в категория „Българска художествена литература“ за романа „Сабазий“ (2008);
- Специална награда „за изключително високи постижения в областта на превода“ на Съюза на преводачите в България за превода на „На лов за Снарк“ от Луис Карол (2014).

## Участия във фестивали
Кристин Димитрова е участвала в международни литературни фестивали като:
- Transpoesie, Брюксел, 2014,
- Софийски литературен фестивал, 2013,
- Международен фестивал на разказа, Анкара, 2013,
- Петте сетива на поезията, Париж, 2012,
- Literary Ark, Армения, 2012,
- International Eskisehir Poetry Festival, Турция, 2012,
- Nisan’s 13th Poetry Festival, Израел, 2012,
- Literature in Flux – via Danube, 2011,
- The 3rd Qinghai Lake International Poetry Festival, Китай, 2011,
- Vilenica International Literary Festival, Словения, 2010,
- Семинар на Institucio de les Lletres Catalanes, Испания, 2009,
- Chichester Writing Festival, Великобритания, 2009,
- Durham Literature Festival, 2007,
- Ilkley Literature Festival, 2007,
- Cheltenham Literature Festival, 2007,
- Off the Shelf Literature Festival, Sheffield, 2007,
- Dichter aan huis, Холандия, 2004,
- Фестивал на шотландската и българската литератури, 2001,
- Berliner Sommerfest der Literaturen, 2001 и др.